# مسابقات قهرمانی باشگاه‌های جهان ۲۰۰۵
مسابقات قهرمانی باشگاه‌های جهان ۲۰۰۵ (به دلیل حمایت مالی رسمی به عنوان مسابقات قهرمانی باشگاه‌های جهان جام تویوتا ژاپن ۲۰۰۵ شناخته می‌شود) دومین دوره مسابقات قهرمانی باشگاه‌های جهان بود، یک تورنمنت فوتبال که توسط فیفا برای باشگاه‌های قهرمان شش کنفدراسیون قاره برگزار شد. این اولین باری بود که مسابقات پس از ادغام بین جام بین قاره‌ای و مسابقات قهرمانی باشگاه‌های جهان (که اولین دوره آن در سال ۲۰۰۰ برگزار شد) برگزار شد.
مسابقات از ۱۱ تا ۱۸ دسامبر ۲۰۰۵ در ژاپن برگزار شد و باشگاه برزیلی سائو پائولو که در فینال، لیورپول انگلیسی را ۱–۰ شکست داد، قهرمان شد.

## پیش زمینه
مسابقات سال ۲۰۰۵ به عنوان ادغام بین جام بین قاره‌ای و مسابقات قهرمانی باشگاه‌های جهان قبلی ایجاد شد. جام بین قاره‌ای از سال ۱۹۶۰ به عنوان یک تورنمنت سالانه بین قهرمانان اروپا و آمریکای جنوبی برگزار می‌شد. اما مسابقات قهرمانی باشگاه‌های جهان فقط یک تورنمنت را پشت سر گذاشته بود که آن هم نسخه سال ۲۰۰۰ بود. مسابقات سال ۲۰۰۱ زمانی که ای‌اس‌ال، شریک بازاریابی فیفا ورشکست شد لغو شد. به مناسبت جشن ادغام این دو رقابت، جام جدیدی از سوی فیفا معرفی شد.
در نتیجه این ادغام، مسابقات به عنوان نسخه‌ای کوچکتر از مسابقات قهرمانی باشگاه‌های جهان اصلی که دو هفته به طول انجامید، در نظر گرفته شد، اما بر اساس قالب یک بازی جام بین قاره‌ای ساخته شده بود. از شش باشگاه برای شرکت در مسابقات دعوت شد که هر باشگاه نماینده یک کنفدراسیون فوتبال منطقه‌ای بود. نام این مسابقات که ترکیب ساده‌ای بین نام دو رقابت قبلی بود، ظاهراً خیلی طولانی بود و قرار بود سال بعد از آن کاسته شود و به جام باشگاه‌های جهان تبدیل شود.

## فرمت
این مسابقات یک تورنمنت حذفی بود بنابراین هر تیم دو یا سه مسابقه انجام داد. قهرمانان چهار کنفدراسیون "ضعیف" در مرحله یک چهارم نهایی بازی کردند. بازنده‌ها در پلی آف مقام پنجم بازی کردند. سپس قهرمانان اروپا و آمریکای جنوبی در نیمه نهایی به برندگان پیوستند. بازنده‌های نیمه نهایی نیز در پلی آف مقام سوم بازی کردند.
مسابقات در ورزشگاه ملی توکیو در توکیو، ورزشگاه تویوتا در تویوتا، و ورزشگاه بین‌المللی یوکوهاما در یوکوهاما (جایی که فینال برگزار شد) برگزار شد. برای اهداف بازاریابی، مسابقات به عنوان مسابقات قهرمانی باشگاه های جهان جام تویوتا شناخته می‌شد.

## تیم‌های حاضر
تیم‌های حاضر در این مسابقات، از طریق شش مسابقات بزرگ از شش قاره موفق به رسیدن به جام باشگاه‌های جهان ۲۰۰۵ شدند.
| تیم                    | کنفدراسیون         | صلاحیت                                        |
| ورود در نیمه نهایی     | ورود در نیمه نهایی | ورود در نیمه نهایی                            |
| ---------------------- | ------------------ | --------------------------------------------- |
| لیورپول                | یوفا               | قهرمان لیگ قهرمانان اروپا ۰۵–۲۰۰۴             |
| سائو پائولو            | کونمبول            | قهرمان جام لیبرتادورس ۲۰۰۵                    |
| ورود در یک چهارم نهایی |                    |                                               |
| الاهلی                 | کاف                | قهرمان لیگ قهرمانان آفریقا ۲۰۰۵               |
| الاتحاد                | ای‌اف‌سی             | قهرمان لیگ قهرمانان آسیا ۲۰۰۵                 |
| ساپریسا                | کونکاکاف           | قهرمان جام قهرمانان کونکاکاف ۲۰۰۵             |
| سیدنی                  | اواف‌سی             | قهرمان مسابقات باشگاهی قهرمانی اقیانوسیه ۲۰۰۵ |

## ورزشگاه‌ها
توکیو، یوکوهاما و تویوتا، ۳ شهری بودند که مسابقات را میزبانی کردند.
| یوکوهاما                                                                  | توکیو                                                                     | تویوتا                                                                    |
| ------------------------------------------------------------------------- | ------------------------------------------------------------------------- | ------------------------------------------------------------------------- |
| ورزشگاه بین‌المللی یوکوهاما                                                | ورزشگاه ملی                                                               | ورزشگاه تویوتا                                                            |
| ۳۵°۳۰′۳۶٫۱۶″ شمالی ۱۳۹°۳۶′۲۲٫۴۹″ شرقی / ۳۵٫۵۱۰۰۴۴۴°شمالی ۱۳۹٫۶۰۶۲۴۷۲°شرقی | ۳۵°۴۰′۴۱٫۰۰″ شمالی ۱۳۹°۴۲′۵۳٫۰۰″ شرقی / ۳۵٫۶۷۸۰۵۵۶°شمالی ۱۳۹٫۷۱۴۷۲۲۲°شرقی | ۳۵°۰۵′۰۴٫۰۲″ شمالی ۱۳۷°۱۰′۱۴٫۰۲″ شرقی / ۳۵٫۰۸۴۴۵۰۰°شمالی ۱۳۷٫۱۷۰۵۶۱۱°شرقی |
| گنجایش: ۷۲,۳۲۷                                                            | گنجایش: ۵۷,۳۶۳                                                            | گنجایش: ۴۵,۰۰۰                                                            |
|                                                                           |                                                                           |                                                                           |
| یوکوهاماتوکیوتویوتامسابقات قهرمانی باشگاه‌های جهان ۲۰۰۵ (ژاپن) ·           |                                                                           |                                                                           |

## داوران
| کنفدراسیون | داوران                     | کمک داوران                      |
| ---------- | -------------------------- | ------------------------------- |
| ای‌اف‌سی     | تورو کامیکاوا              | یوشیکازو هیروشیما کیم دائه-یانگ |
| کاف        | محمد گزاز                  | جئان ماری اندنگ زوگو            |
| کونکاکاف   | بنیتو آرچندیا              | آرتورو ولاسکوئز هکتور ورگارا    |
| کونمبول    | کارلوس سیمون کارلوس چاندیا | کریستین جولیو ماریو وارگاس      |
| یوفا       | گراهام پل                  | گلن تورنر فیلیپ شارپ            |
| یوفا       | آلاین سارس                 | فردریک آرنالت وینسنت تکسیر      |

## بازی‌ها

### یک‌چهارم‌نهایی
| الاتحاد | ۱–۰   | الاهلی |
| ------- | ----- | ------ |
| نور ۷۸' | گزارش |        |

| سیدنی | ۰–۱   | ساپریسا     |
| ----- | ----- | ----------- |
|       | گزارش | بولانوس ۴۷' |

### نیمه‌نهایی
| الاتحاد                | ۲–۳   | سائو پائولو                                |
| ---------------------- | ----- | ------------------------------------------ |
| نور ۳۳' · المنتشری ۶۸' | گزارش | آموروسو ۱۶'، ۴۷' · روژریو سنی ۵۷' (پنالتی) |

| ساپریسا | ۰–۳   | لیورپول                   |
| ------- | ----- | ------------------------- |
|         | گزارش | کراوچ ۳'، ۵۸' · جرارد ۳۲' |

### مسابقه مقام پنجم
| الاهلی   | ۱–۲   | سیدنی                |
| -------- | ----- | -------------------- |
| متعب ۴۵' | گزارش | یورک ۳۵' · کارنی ۶۶' |

### رده‌بندی
| الاتحاد                      | ۲–۳   | ساپریسا                              |
| ---------------------------- | ----- | ------------------------------------ |
| کالون ۲۸' · جاب ۵۳' (پنالتی) | گزارش | سابوریو ۱۳'، ۸۵' (پنالتی) · گومز ۸۹' |

### فینال
| سائو پائولو | ۱–۰   | لیورپول |
| ----------- | ----- | ------- |
| مینیرو ۲۷'  | گزارش |         |

## گلزنان
| رتبه | بازیکن          | تیم         | گل‌ها |
| ---- | --------------- | ----------- | ---- |
| ۱    | مارسیو آموروسو  | سائو پائولو | ۲    |
| ۱    | پیتر کراوچ      | لیورپول     | ۲    |
| ۱    | محمد نور        | الاتحاد     | ۲    |
| ۱    | آلوارو سابوریو  | ساپریسا     | ۲    |
| ۵    | حمد المنتشری    | الاتحاد     | ۱    |
| ۵    | کریستین بولانوس | ساپریسا     | ۱    |
| ۵    | دیوید کارنی     | سیدنی       | ۱    |
| ۵    | استیون جرارد    | لیورپول     | ۱    |
| ۵    | رونالد گومز     | ساپریسا     | ۱    |
| ۵    | ژوزف-دزیره جاب  | الاتحاد     | ۱    |
| ۵    | محمد کالون      | الاتحاد     | ۱    |
| ۵    | مینیرو          | سائو پائولو | ۱    |
| ۵    | عماد متعب       | الاهلی      | ۱    |
| ۵    | روژریو سنی      | سائو پائولو | ۱    |
| ۵    | دوایت یورک      | سیدنی       | ۱    |

## قهرمان
| قهرمان جام باشگاه‌های جهان ۲۰۰۵ |
| ------------------------------ |
| سائوپائولو                     |
| اولین قهرمانی                  |

## واکنش‌ها
استقبال از این مسابقات بسیار خوب بود، اگرچه برخی از مفسران بیان کرده‌اند که، به استثنای سائو پائولو و لیورپول، کیفیت فوتبال بسیار ضعیف بود و به این دیدگاه منجر شد که شاید بهتر بود فرمت دو قاره جام اروپا/آمریکای جنوبی حفظ شود.

## جوایز
| توپ طلای آدیداس جایزه تویوتا | توپ نقره آدیداس        | توپ برنز آدیداس           |
| ---------------------------- | ---------------------- | ------------------------- |
| روژریو سنی (سائو پائولو)     | استیون جرارد (لیورپول) | کریستین بولانوس (ساپریسا) |
| جایزه بازی جوانمردانه        |                        |                           |
| لیورپول                      |                        |                           |